# Cylindrocladium clavatum
Cylindrocladium clavatum är en svampart som beskrevs av Hodges & L.C. May 1972. Cylindrocladium clavatum ingår i släktet Cylindrocladium och familjen Nectriaceae.   Inga underarter finns listade i Catalogue of Life.